# Lac Montjoie
Lac Montjoie är en sjö i Kanada.   Den ligger i regionen Laurentides och provinsen Québec, i den sydöstra delen av landet, 110 km norr om huvudstaden Ottawa. Lac Montjoie ligger 262 meter över havet. Arean är 12,4 kvadratkilometer. Den sträcker sig 9,4 kilometer i nord-sydlig riktning, och 3,9 kilometer i öst-västlig riktning.
I omgivningarna runt Lac Montjoie växer i huvudsak blandskog. Trakten runt Lac Montjoie är nära nog obefolkad, med mindre än två invånare per kvadratkilometer.